# S!ケータイ動画
S!ケータイ動画（えす！けーたいどうが）は、過去にソフトバンクモバイル(現・ソフトバンク)が提供していた3G携帯電話向けの大容量コンテンツ配信サービスである。ボーダフォン時代の旧称はVodafone live! BB（ボーダフォンライブ！ビービー）。
廃止後の代替として、Yahoo!ケータイ公式コンテンツである携帯版のYahoo!動画を利用するよう促したが、同サービスのダウンロードにもパケット通信料は課金される。さらに、S!ケータイ動画の廃止時点では、Yahoo!動画のダウンロード可能コンテンツもまだ少なかった上、S!ケータイ動画対応機種の一部はYahoo!動画に対応していなかった。なお、類似サービスとして、2007年10月にWMA形式音楽配信サービス「S!ミュージックコネクト」が発表されている。

## 概要
携帯電話で一般的なコンテンツ配信サービスとは異なり、コンテンツそのものはパソコンを使ってダウンロードし、メモリカードなどを介して携帯電話に持ち込むようになっている。ダウンロードしたコンテンツを携帯電話上で利用する際に、ライセンスキーを Yahoo!ケータイ から入手する。
なお、有償コンテンツの場合、課金はライセンスキーを入手する段階で発生する。一度ライセンスキーを入手すれば、有効期間内は追加料金を支払うことなく利用できる。有効期間はコンテンツにより異なるが、日数や再生回数により決められていることが多い。また無期限で視聴可能なコンテンツも配信されている。
コンテンツ自体の入手にパソコンを使うことのメリットとして、パケット定額制が非適用のユーザでも利用しやすいことや、ダウンロードのために長時間携帯電話を占有しなくても済むことが挙げられる。一方デメリットは、パソコンを利用できる環境と、パソコンでダウンロードしたファイルを携帯電話に移す手段が必要な点である。コンテンツには、アニメ、サッカーの試合のダイジェスト版、ミュージッククリップ映像、グラビアアイドルのプロモーションビデオなどがある。その後動画サイトGYAO!との提携が見られた。

## 対応機種
911T、 911SH、 910T、 910SH、 905SH、 904T、 904SH、 903T、 903SH、 902T、 902SH、 813T、 813SH、 812SH、 812SH s、 811T、 811SH、 810T、 810SH、 804N、 804SH、 804SS、 804N、 804NK、803T、 802SH、 802SE、 709SC、 708SC、 707SC、 707SCII、 706SC、 706P、 706N、 705T、 705SH、 705SC、 705NK、 705P、 703SH、 703SHf、 702NK、 702NKII、 702MO、 702sMO

## 沿革
- 2004年12月15日 - サービス開始。
- 2006年10月1日 - ボーダフォンの日本法人がソフトバンクに買収されたことから、名称を「S!ケータイ動画」に変更。
- 2007年9月30日 - サービス終了。